# BackupPC
BackupPC est un logiciel libre de sauvegarde de système de fichier publié sous licence GPL.
Il est utilisé pour sauvegarder sur disque un ensemble de postes clients et de serveurs, sous Unix, Linux, Windows ou Mac OS X. Les protocoles utilisables pour les transferts sont : SMB, tar over SSH/rsh/nfs, et rsync. Il ne nécessite l'installation d'aucun logiciel client sur les machines à sauvegarder. Il possède une interface web pour lancer des sauvegardes ou restaurer des fichiers. Il est également possible de sauvegarder des bases de données via un script shell lancé avant la sauvegarde.